# Onthophagus sericatus
Onthophagus sericatus är en skalbaggsart som beskrevs av Edmund Reitter 1893. Onthophagus sericatus ingår i släktet Onthophagus och familjen bladhorningar. Inga underarter finns listade i Catalogue of Life.